# Cộng hòa Nhân dân Xã hội chủ nghĩa Albania
Cộng hòa Nhân dân Xã hội chủ nghĩa Albania (tiếng Albania: Republika Popullore Socialiste e Shqipërisë) là tên chính thức của Albania trong thời kỳ đảng cộng sản cầm quyền giữa năm 1976 và 1992. Tên trước đó là Cộng hòa Nhân dân Albania (Republika Popullore e Shqipëris). Sau khi một bản hiến pháp mới được thông qua năm 1976, tên quốc gia này được đổi thành Cộng hòa Nhân dân Xã hội chủ nghĩa Albania (Republika Socialiste e Shqipërisë). Sau khi chế độ cộng sản sụp đổ năm 1990, Albania từ bỏ hệ tư tưởng Marx-Lenin và đổi tên thành Cộng hòa Albania, sau đó tan rã vào năm 1992.

## Khí hậu
| Dữ liệu khí hậu của Albania             | Dữ liệu khí hậu của Albania | Dữ liệu khí hậu của Albania | Dữ liệu khí hậu của Albania | Dữ liệu khí hậu của Albania | Dữ liệu khí hậu của Albania | Dữ liệu khí hậu của Albania | Dữ liệu khí hậu của Albania | Dữ liệu khí hậu của Albania | Dữ liệu khí hậu của Albania | Dữ liệu khí hậu của Albania | Dữ liệu khí hậu của Albania | Dữ liệu khí hậu của Albania | Dữ liệu khí hậu của Albania |
| Tháng                                   | 1                           | 2                           | 3                           | 4                           | 5                           | 6                           | 7                           | 8                           | 9                           | 10                          | 11                          | 12                          | Năm                         |
| --------------------------------------- | --------------------------- | --------------------------- | --------------------------- | --------------------------- | --------------------------- | --------------------------- | --------------------------- | --------------------------- | --------------------------- | --------------------------- | --------------------------- | --------------------------- | --------------------------- |
| Trung bình ngày tối đa °C (°F)          | 11.6 (52.9)                 | 12.9 (55.2)                 | 15.6 (60.1)                 | 19.0 (66.2)                 | 23.8 (74.8)                 | 27.7 (81.9)                 | 30.7 (87.3)                 | 30.7 (87.3)                 | 27.3 (81.1)                 | 21.8 (71.2)                 | 17.1 (62.8)                 | 13.0 (55.4)                 | 21.0 (69.8)                 |
| Trung bình ngày °C (°F)                 | 6.7 (44.1)                  | 7.8 (46.0)                  | 10.0 (50.0)                 | 13.4 (56.1)                 | 18.0 (64.4)                 | 21.6 (70.9)                 | 24.0 (75.2)                 | 23.8 (74.8)                 | 20.7 (69.3)                 | 16.0 (60.8)                 | 11.7 (53.1)                 | 8.1 (46.6)                  | 15.2 (59.4)                 |
| Tối thiểu trung bình ngày °C (°F)       | 1.8 (35.2)                  | 2.6 (36.7)                  | 4.5 (40.1)                  | 7.9 (46.2)                  | 12.1 (53.8)                 | 15.6 (60.1)                 | 17.2 (63.0)                 | 16.9 (62.4)                 | 14.1 (57.4)                 | 10.1 (50.2)                 | 6.3 (43.3)                  | 3.2 (37.8)                  | 9.4 (48.9)                  |
| Lượng Giáng thủy trung bình mm (inches) | 200 (7.9)                   | 150 (5.9)                   | 135 (5.3)                   | 125 (4.9)                   | 125 (4.9)                   | 88 (3.5)                    | 48 (1.9)                    | 58 (2.3)                    | 108 (4.3)                   | 158 (6.2)                   | 232 (9.1)                   | 218 (8.6)                   | 1.645 (64.8)                |
| Số ngày giáng thủy trung bình           | 15                          | 13                          | 14                          | 13                          | 12                          | 7                           | 5                           | 5                           | 10                          | 12                          | 17                          | 16                          | 139                         |
| Độ ẩm tương đối trung bình (%)          | 74                          | 73                          | 69                          | 72                          | 68                          | 69                          | 62                          | 64                          | 71                          | 70                          | 76                          | 79                          | 71                          |
| [ cần dẫn nguồn ]                       |                             |                             |                             |                             |                             |                             |                             |                             |                             |                             |                             |                             |                             |

## Danh sách các lãnh đạo
Tổng bí thư của Đảng Lao động Albania:
- Enver Hoxha (1944-1985)
- Ramiz Alia (1985-1992)

Chủ tịch đoàn Hội nghị Nhân dân:
- Omer Nishani (1946-1953)
- Haxhi Lleshi (1953-1982)
- Ramiz Alia (1982-1992)

Thủ tướng:
- Mehmet Shehu (1954-1981)
- Adil Çarçani (1982-1992)